# Сердечкин, Юрий Валерьевич
Юрий Валерьевич Сердечкин (род. 29 мая 1980, Москва) — российский политический и государственный деятель, c 2020 по 2022 вице-губернатор Мурманской области, с 31 марта 2022 года по 24 октября 2024 года — глава администрации города Мурманска, с 12 декабря 2023 по 2 апреля 2025 года — член Государственного Совета Российской Федерации, с 12 декабря 2023 года по 5 февраля 2025 года — член Президиума Государственного Совета Российской Федерации. С 24 октября 2024 года по 1 июля 2025 года — глава города Мурманска.

## Биография
Родился 29 мая 1980 года в Москве.
После окончания Государственного университета управления по специальности «Государственное и муниципальное управление» работал в Федеральной службе по тарифам заместителем начальника Управления регулирования и контроля за ценообразованием в электроэнергетической отрасли, руководителем Управления регулирования в сфере жилищно-коммунального комплекса.
С 2013 года — советник Контрольного управления Президента Российской Федерации.
С 2014 года — руководитель отдела жилищной политики и коммунального хозяйства Департамента промышленности и инфраструктуры Правительства Российской Федерации. Курировал вопросы жилищной политики и коммунального хозяйства в статусе помощника заместителя Председателя Правительства Российской Федерации Виталия Мутко.
С февраля 2020 года — заместитель губернатора Мурманской области. Курировал сферу тарифного регулирования, ЖКХ, энергетики и дорожного хозяйства, а также вопросы транспортного обслуживания и обеспечения безопасности населения региона.
31 марта 2022 года решением Совета депутатов города Мурманска № 34-466 назначен на должность главы администрации города Мурманска.
5 апреля 2022 года приступил к исполнению полномочий главы администрации города Мурманска.
С 2023 года Указом Президента Российской Федерации от 12.12.2023 № 941 «О внесении изменений в состав Государственного Совета Российской Федерации, утвержденный Указом Президента Российской Федерации от 21 декабря 2020 г. № 799» включен в состав Государственного Совета Российской Федерации и Президиум Государственного Совета Российской Федерации.
В соответствии с распоряжением Президента Российской Федерации от 05.02.2025 № 34-рп выбыл из состава Президиума Государственного Совета Российской Федерации. Указом Президента Российской Федерации от 02.04.2025 № 212 исключен из состава Государственного Совета Российской Федерации.
24 октября 2024 года Советом депутатов города Мурманска избран главой города Мурманска. 1 июля 2025 года покинул пост по собственному желанию в связи с переходом на службу в другом регионе.

## Награды
Почетный работник органов ценового и тарифного регулирования. Награждён почетными грамотами ФАС России, ФСТ России и Почетной грамотой Правительства Российской Федерации.

## Семья
Женат, воспитывает троих детей.